# 5.ª etapa do Tour de France de 2020
A 5.ª etapa do Tour de France de 2020 decorreu a 2 de setembro de 2020 entre Gap e Privas sobre um percurso de 183 km e foi vencida ao esprint pelo belga Wout van Aert da equipa Jumbo-Visma. O britânico Adam Yates da equipa Mitchelton-Scott converteu-se no novo camisola amarela depois de uma sanção de 20 segundos ao até então líder Julian Alaphilippe.

## Classificação da etapa
| \| Classificação por etapas \| Classificação por etapas \| Classificação por etapas \| Classificação por etapas \| Classificação por etapas \| \| Ciclista \| Ciclista \| Equipe \| Tempo \| \| \| ------------------------ \| ------------------------ \| -------------------------------- \| ------------------------ \| ------------------------ \| \| 1. \| Wout van Aert \| Jumbo-Visma \| 4h21m22s \| \| \| 2. \| Cees Bol \| Team Sunweb \| + 0s \| \| \| 3. \| Sam Bennett \| Deceuninck-Quick Step \| + 0s \| \| \| 4. \| Peter Sagan \| Bora-Hansgrohe \| + 0s \| \| \| 5. \| Jasper Stuyven \| Trek-Segafredo \| + 0s \| \| \| 6. \| Luka Mezgec \| Mitchelton-Scott \| + 0s \| \| \| 7. \| Bryan Coquard \| B&B Hotels-Vital Concept p/b KTM \| + 0s \| \| \| 8. \| Caleb Ewan \| Lotto-Soudal \| + 0s \| \| \| 9. \| Clément Venturini \| AG2R La Mondiale \| + 0s \| \| \| 10. \| Hugo Hofstetter \| Israel Start-Up Nation \| + 0s \| \| |                   |                                  |          |
| |                   |                                  |          |
| Fonte: ProCyclingStats |                   |                                  |          |
| Classificação por etapas |                   |                                  |          |
| Ciclista | Ciclista          | Equipe                           | Tempo    |
| 1. | Wout van Aert     | Jumbo-Visma                      | 4h21m22s |
| 2. | Cees Bol          | Team Sunweb                      | + 0s     |
| 3. | Sam Bennett       | Deceuninck-Quick Step            | + 0s     |
| 4. | Peter Sagan       | Bora-Hansgrohe                   | + 0s     |
| 5. | Jasper Stuyven    | Trek-Segafredo                   | + 0s     |
| 6. | Luka Mezgec       | Mitchelton-Scott                 | + 0s     |
| 7. | Bryan Coquard     | B&B Hotels-Vital Concept p/b KTM | + 0s     |
| 8. | Caleb Ewan        | Lotto-Soudal                     | + 0s     |
| 9. | Clément Venturini | AG2R La Mondiale                 | + 0s     |
| 10. | Hugo Hofstetter   | Israel Start-Up Nation           | + 0s     |

## Classificações ao final da etapa

### Classificação geral(Maillot Jaune)
| \| Classificação geral \| Classificação geral \| Classificação geral \| Classificação geral \| Classificação geral \| \| Ciclista \| Ciclista \| Equipe \| Tempo \| \| \| ------------------- \| ------------------- \| ------------------- \| ------------------- \| ------------------- \| \| 1. \| Adam Yates \| Mitchelton-Scott \| 22h28m30s \| \| \| 2. \| Primož Roglič \| Jumbo-Visma \| + 3s \| \| \| 3. \| Tadej Pogačar \| UAE Team Emirates \| + 7s \| \| \| 4. \| Guillaume Martin \| Cofidis \| + 9s \| \| \| 5. \| Egan Bernal \| Ineos Grenadiers \| + 13s \| \| \| 6. \| Tom Dumoulin \| Jumbo-Visma \| + 13s \| \| \| 7. \| Nairo Quintana \| Arkéa-Samsic \| + 13s \| \| \| 8. \| Esteban Chaves \| Mitchelton-Scott \| + 13s \| \| \| 9. \| Miguel Ángel López \| Astana \| + 13s \| \| \| 10. \| Romain Bardet \| AG2R La Mondiale \| + 13s \| \| |                    |                   |           |
| |                    |                   |           |
| Fonte: ProCyclingStats |                    |                   |           |
| Classificação geral |                    |                   |           |
| Ciclista | Ciclista           | Equipe            | Tempo     |
| 1. | Adam Yates         | Mitchelton-Scott  | 22h28m30s |
| 2. | Primož Roglič      | Jumbo-Visma       | + 3s      |
| 3. | Tadej Pogačar      | UAE Team Emirates | + 7s      |
| 4. | Guillaume Martin   | Cofidis           | + 9s      |
| 5. | Egan Bernal        | Ineos Grenadiers  | + 13s     |
| 6. | Tom Dumoulin       | Jumbo-Visma       | + 13s     |
| 7. | Nairo Quintana     | Arkéa-Samsic      | + 13s     |
| 8. | Esteban Chaves     | Mitchelton-Scott  | + 13s     |
| 9. | Miguel Ángel López | Astana            | + 13s     |
| 10. | Romain Bardet      | AG2R La Mondiale  | + 13s     |

### Classificação por pontos(Maillot Vert)
| Classificação por pontos | Classificação por pontos | Classificação por pontos         | Classificação por pontos | Classificação por pontos |
| Ciclista                 | Ciclista                 | Equipe                           | Pontos                   |                          |
| ------------------------ | ------------------------ | -------------------------------- | ------------------------ | ------------------------ |
| 1.                       | Sam Bennett              | Deceuninck-Quick Step            | 123 pts                  |                          |
| 2.                       | Peter Sagan              | Bora-Hansgrohe                   | 114 pts                  |                          |
| 3.                       | Alexander Kristoff       | UAE Team Emirates                | 93 pts                   |                          |
| 4.                       | Caleb Ewan               | Lotto-Soudal                     | 75 pts                   |                          |
| 5.                       | Matteo Trentin           | CCC Team                         | 70 pts                   |                          |
| 6.                       | Bryan Coquard            | B&B Hotels-Vital Concept p/b KTM | 66 pts                   |                          |
| 7.                       | Cees Bol                 | Team Sunweb                      | 62 pts                   |                          |
| 8.                       | Giacomo Nizzolo          | NTT Pro Cycling                  | 61 pts                   |                          |
| 9.                       | Wout van Aert            | Jumbo-Visma                      | 50 pts                   |                          |
| 10.                      | Julian Alaphilippe       | Deceuninck-Quick Step            | 47 pts                   |                          |

### Classificação da montanha(Maillot à Pois Rouges)
| Classificação da montanha | Classificação da montanha | Classificação da montanha        | Classificação da montanha | Classificação da montanha |
| Ciclista                  | Ciclista                  | Equipe                           | Pontos                    |                           |
| ------------------------- | ------------------------- | -------------------------------- | ------------------------- | ------------------------- |
| 1.                        | Benoît Cosnefroy          | AG2R La Mondiale                 | 23 pts                    |                           |
| 2.                        | Michael Gogl              | NTT Pro Cycling                  | 12 pts                    |                           |
| 3.                        | Primož Roglič             | Jumbo-Visma                      | 10 pts                    |                           |
| 4.                        | Tadej Pogačar             | UAE Team Emirates                | 8 pts                     |                           |
| 5.                        | Quentin Pacher            | B&B Hotels-Vital Concept p/b KTM | 6 pts                     |                           |
| 6.                        | Kasper Asgreen            | Deceuninck-Quick Step            | 6 pts                     |                           |
| 7.                        | Toms Skujiņš              | Trek-Segafredo                   | 6 pts                     |                           |
| 8.                        | Guillaume Martin          | Cofidis                          | 6 pts                     |                           |
| 9.                        | Nicolas Roche             | Team Sunweb                      | 5 pts                     |                           |
| 10.                       | Nairo Quintana            | Arkéa-Samsic                     | 4 pts                     |                           |

### Classificação do melhor jovem(Maillot Blanc)
| Classificação dos jovens | Classificação dos jovens | Classificação dos jovens | Classificação dos jovens | Classificação dos jovens |
| Ciclista                 | Ciclista                 | Equipe                   | Tempo                    |                          |
| ------------------------ | ------------------------ | ------------------------ | ------------------------ | ------------------------ |
| 1.                       | Tadej Pogačar            | UAE Team Emirates        | 22h28m37s                |                          |
| 2.                       | Egan Bernal              | Ineos Grenadiers         | + 6s                     |                          |
| 3.                       | Enric Mas                | Movistar Team            | + 15s                    |                          |
| 4.                       | Sergio Higuita           | EF Pro Cycling           | + 34s                    |                          |
| 5.                       | Marc Hirschi             | Team Sunweb              | + 4m03s                  |                          |
| 6.                       | Daniel Felipe Martínez   | EF Pro Cycling           | + 4m10s                  |                          |
| 7.                       | Harold Tejada            | Astana                   | + 14m55s                 |                          |
| 8.                       | Niklas Eg                | Trek-Segafredo           | + 16m57s                 |                          |
| 9.                       | Lennard Kämna            | Bora-Hansgrohe           | + 19m12s                 |                          |
| 10.                      | Neilson Powless          | EF Pro Cycling           | + 22m45s                 |                          |

### Classificação por equipas(Classement par Équipe)
| Classificação por equipes | Classificação por equipes | Classificação por equipes | Classificação por equipes |
| Equipe                    | Equipe                    | Tempo                     |                           |
| ------------------------- | ------------------------- | ------------------------- | ------------------------- |
| 1.                        | EF Pro Cycling            | 67h26m52s                 |                           |
| 2.                        | Trek-Segafredo            | + 32s                     |                           |
| 3.                        | Jumbo-Visma               | + 40s                     |                           |
| 4.                        | Bahrain McLaren           | + 1m51s                   |                           |
| 5.                        | Movistar Team             | + 2m14s                   |                           |
| 6.                        | UAE Team Emirates         | + 3m38s                   |                           |
| 7.                        | Astana                    | + 3m47s                   |                           |
| 8.                        | Groupama-FDJ              | + 4m52s                   |                           |
| 9.                        | Ineos Grenadiers          | + 5m47s                   |                           |
| 10.                       | AG2R La Mondiale          | + 6m15s                   |                           |

## Abandonos
Nenhum.